# Silver Star Mountain (Skamania County, Washington)
Der Silver Star Mountain ist ein erloschener Vulkan in der Kaskadenkette im US-Bundesstaat Washington; er ist Teil des Cascade Volcanic Arc. Der Berg besteht aus spät-eozänen bis oligozänen Gesteinen. Er liegt innerhalb des Gifford Pinchot National Forest. Nach langer Inaktivität liegt der Vulkan über drei lithologischen Einheiten (einzelnen Gesteinsschichten, von denen jede andere physikalische Eigenschaften aufweist), darunter der Silver Star Granodiorit-Einheit.
Der Gipfel kann erwandert werden und ist bei ortsansässigen Bergsteigern weit bekannt.

## Geographie
Der Silver Star Mountain liegt im Skamania County im US-Bundesstaat Washington. In Bezug auf das North American Vertical Datum von 1988 erreicht er eine Höhe von 4.364 ft (1.330 m), doch die Datenbank des Geographic Names Information System speichert 4.377 ft (1.334 m) als Höhe, und The Columbian, eine Zeitung aus Vancouver (Washington), gibt 4.382 ft (1.336 m) als Höhe an. Der Vulkan liegt im westlichen Abschnitt der mittleren Kaskadenkette.:298 Er liegt etwa 12 mi (19 km) nördlich des Westrandes der Columbia River Gorge und ist von Portland (Oregon) aus über Straßen des United States Forest Service mit den Staatsstraßen von Washington verbunden.:298 Der Vulkan liegt im Südwesten des Gifford Pinchot National Forest, welcher eine Fläche von 1.300.000 Acres (5.261 km²) im südwestlichen Washington umfasst.

### Physische Geographie
Das Gebiet um den Silver Star Mountain besteht aus einem erodierten Plateau, das größtenteils aus Lava entstand; die durchschnittliche Reliefhöhe beträgt etwa 2.000 ft (ca. 610 m) und erreicht lokale Maxima von 3.000 ft (914 m).:299 Anders als der Rest des westlichen Hinterlands der Kaskaden hat dieses Gebiet eine felsgratgeprägte Erscheinung, die Silhouetten ähnlich denen in den nördlicheren Kaskaden ausprägt.:300 Dem Gebiet mangelt es an Bäumen; es enthält steile Klippen, Geröllhalden und blumenreiche Wiesen.
Die Entwässerung erfolgt über den Washougal River und den South Fork Lewis River, welche nach Süden bzw. Westen fließen. Die Erosion durch diese Flüsse hat das Land zerteilt und ein Relief mit Höhenlagen zwischen 2.500 ft (ca. 760 m) und 3.000 ft (ca. 910 m) erzeugt.:298 Die Niederschläge erreichen während der Winter ihren Höhepunkt und fallen gewöhnlich als Schnee, der verweht wird, insbesondere in den tiefen Canyons des Gebietes. Diese Verwehungen bleiben teilweise bis in den Sommer erhalten und speisen kleine Bäche in der Umgebung. Der oberflächliche Abfluss hat durch das Abbrennen der Wälder zugenommen; so gab es 1902 und 1929 verheerende Waldbrände. Dieser Oberflächenabfluss hat in den Hängen Rinnen erzeugt und zur Erosion des Oberbodens beigetragen.:298 Weiterhin gibt es Schutthalden mit Höhen von bis zu 1.200 ft (ca. 370 m), welche große Teile der Granodiorit-Ablagerungen bedecken.:299 Kleine Kar-artige Becken, wahrscheinlich durch kleinere Gletscher entstanden, treten in einigen der größeren Canyons auf und erreichen Tiefen von bis zu 75 ft (23 m). Viele dieser Kare sind mit Seen gefüllt, einige fördern die Schneeverwehungen.:300
Der Boden am und rund um den Berg wurde durch mehrere Waldbrände erodiert, insbesondere durch den Yacolt-Brand von 1902 und 16 weitere Brände 1929. Die langsame Erholung der Vegetation motivierte das Civilian Conservation Corps, in den 1930er Jahren vermehrt Bäume anzupflanzen und in den 1960er Jahren Terrassen anzulegen, um eine bessere Regeneration der Vegetation zu ermöglichen.

## Ökologie
Im Ergebnis von Waldbränden, Wind und felsigem Unterboden wachsen Wildblumen am Silver Star Mountain in ungewöhnlich niedrigen Höhenlagen. Es gibt mehr als 100 Wildblumenarten und blühende Sträucher am Vulkan, darunter Heidekräuter, Mormonentulpen, Tiger-Lilien, Grey’s Liebstöckel, Schwertlilien der Gattung Dierama, Bärengras, Westlichen Wiesenknöterich, Akeleien, Lawinen-Zahnlilie, Breitblättrige Lupine, Woll-Sonnenblumen, Cardwell's Bartfaden, Indianer-Pinsel, Phlox, Balsamwurzeln und Großblütigen Hundszahn. Wanderwege rund um den Vulkan bieten außerdem Aussichten auf blumenbedeckte Hänge, Wege durch Huckleberry-Dickichte und durch Edel-Tannen-Wälder.

## Geologie
Im Gebiet um den Silver Star Mountain bilden die Gesteine drei lithologische Einheiten (charakterisiert durch sichtbare physische Unterschiede oder das allgemeine Aussehen des Gesteins). Die Eagle-Creek-Felsformation ist die älteste und stammt wahrscheinlich aus dem Oligozän (oder dem unteren Miozän).:300 Das Gestein besteht meist aus cremefarbenen vitrischen Tuffen, welche der Verwitterung ausgesetzt waren und so zu gelb- oder weißgefärbten Ablagerungen wurden, obwohl es auch vielfarbige Tuffe gab, die von roten bis grünen und purpurnen Brekzien variierten.:301 Oft hängt die Farbe von Eiseneinschlüssen ab.:304 Sie zeigen nur wenig Sortierung und Lagerung, was darauf schließen lässt, dass sie an der Erdoberfläche angereichert wurden.:301 Gesteine dieser Formation bilden Auswüchse im Ostteil des Silver Star Mountain und treten im zentralen Teil der Columbia River Gorge zutage.:300 Weitere oberflächennahe Bildungen sind im Silver, im Bluebird und im Bear Creek zu betrachten, wo sie in den Canyons entlang des Ostteils des Vulkanmassivs auftreten.:301
Die zweite, jüngere Einheit sind die Skamania-Andesite, welche oberhalb der Eagle-Creek-Ablagerungen in dicken Andesit-Schichten mit kleineren Einschlüssen von Brekzien und pyroklastischem Material zu finden sind. Sie sind weniger exponiert als die Eagle-Creek-Ablagerungen und oft in Tiefen von 5 ft (2 m) aufgrund vollständiger Erosion ungleichmäßig über den Eagle-Creek-Gesteinen gelagert. An anderen Stellen, z. B. an der Ostgrenze des Silver-Star-Gebietes, treten sie zwischen den Schichten der Eagle-Creek-Tuffe auf, möglicherweise aufgrund sich überlappender Ablagerungsperioden oder einer Kombination aus Tuff-Ablagerung und Andesit-Extrusion.:301 Die Skamania-Andesite haben unter den drei lithologischen Formationen die weiteste Verbreitung im Gebiet gefunden, sie bildeten dünne Schichten aus, die darauf hindeuten, dass es sich um besonders flüssige Lava handelte.:301 In höheren Lagen am Silver-Star-Mountain-Massiv abgelagerte Andesite unterlagen einer geringeren Erosion als die in tieferen Lagen.:302 Das Alter der Skamania-Andesite ist unbekannt, obwohl Felts (1939) die Hypothese aufstellte, dass sie während des frühen mittleren Miozäns entstanden sein könnten.:302 Sie haben eine graue bis grün-graue Farbe und sind porphyritisch mit kleineren Einschlüssen von Brekzie und Tuff sowie Einsprenglingen aus Plagioklasen, Augiten und Magnetiten. Die Einsprenglinge sind zwischen einem und sechs Millimeter groß, der durchschnittliche Durchmesser beträgt drei Millimeter. Hin und wieder enthalten sie Chlorite oder ähnliche Mineralien.:304 Gesteine aus dem oberen Drittel der Skamania-Andesite haben eine ähnliche Zusammensetzung, sind in ihrer Textur jedoch eher vesikulär.:305
Die dritte Einheit wird als Silver-Star-Granodiorit bezeichnet,:302–303 welche aus Augiten, Dioriten und Quarz-Dioriten besteht.:303 Dykes mit Quarz, Turmalin und Seriziten kommen innerhalb der Masse vor, die hellfarbige weiße bis pinke Plagioklasen mit Orthoklasen, klarem Quarz und schwarzen bis grünen Biotit- und Hornblende-Kristallen enthalten.:306 Die Einheit ist etwa 10 mi (16 km) lang und zwischen 1,5 mi (2 km) und 2,5 mi (4 km) breit und breitet sich entlang einer um 20 Grad nach Osten verschobenen Achse aus. Die hat steile Wände, welche bisher nicht durch lokale Canyons ausgehöhlt wurden, die sich in die nahen Felsen gegraben haben.:303 Felts (1939) legte nahe, dass das Material mit einem Winkel von 20 Grad Ost bei Nord eingedrungen sei.:316 Das Material durchschneidet die Eagle-Creek-Formation und die unteren beiden Drittel der Skamania-Andesite und bildet ein metamorphes Material und kleine Dykes aus Granodiorit und Aplit, die in Tuff- und Andesit-Ablagerungen eingebettet sind. Das Fehlen von Dykes und Einlagerungen im oberen Drittel der Skamania-Andesite legt eine zeitliche Lücke zwischen der Ablagerung der unteren und der oberen Segmente nahe, während derer die Granodiorit-Intrusion geschah.:303 Die Granodiorite wurden zu Geröllhalden, und es gibt wenige Ausbrüche, die nur am Boden von Bächen und selten an Kliffs zu beobachten sind, welche noch nicht von Geröllhalden überdeckt wurden.:303 Lavaflüsse, möglicherweise während des Pleistozäns produziert, ergossen sich in den Lewis River Canyon (4 mi (6 km) westlich des Silver Star Mountain) und in den Wind River Canyon im Osten.:302
Der Silver Star Mountain besteht aus Gesteinen des späten Eozäns und des Oligozäns, teilweise aus kalk-alkalischen vulkanoklastischen Sedimenten aufgebaut sind. Diese Gesteinsformationen wurden durch die Silver-Star-Intrusion, ein mächtiges Lager aus Granodiorit und Quarz-Diorit, das auch kleine Kupfer-Lagerstätten im Gebiet erzeugte, auf der Ostseite des Berges eingebracht. Kalk-alkalische vulkanoklastische Sedimente, als von den Skamania-Vulkanen stammend bezeichnet, wurden nahebei abgelagert und überschneiden sich mit der Troutdale-Formation. Während des Miozäns bildeten diese Ablagerungen Hügel nördlich des Haupttales des Columbia River, die hoch genug waren, eine Überflutung zu verhindern.:12
Der Silver Star Mountain ist das Zentrum eines plutonischen Magmas, das vor etwa 20 Millionen Jahren in das Gebiet eindrang und unter der Oberfläche zu festem Gestein abkühlte, wobei kleinere Ablagerungen von Gold, Zink, Kupfer, Zeolithen, Quarz und Calcit entstanden. Im gesamten Gebiet sind kleine verlassene Goldminen innerhalb der Bachgründe zu finden. E. A. Dole, ein früher Siedler, schlug 1874 Silber am Berg. Er nannte seine Mine Silver Star Quartz Ledge. Das gewonnene Erz wurde mit 41,17 Silber und 63,72 Blei pro Tonne beziffert.:50 Granit ist nahe dem Fuß des Berges am Columbia River dokumentiert, etwa 15 mi (24 km) nordöstlich der Stadt Washougal.:22 Der Vulkan stieß einen Granodiorit-Dyke aus, der in der Nähe abgelagert wurde.:233 Ein Großteil der lokalen Böden entstand aus Granodiorit-Ablagerungen und vulkanischen Aschen.:202–203

## Geschichte
Eine Anzahl Gräben kann nahe dem Silver Star Mountain an einem der Wege besichtigt werden, die als Indian Pits bekannt geworden sind; der Weg bezieht daher seinen Namen und wird als Indian Pits Trail #180E bezeichnet. Solche Gräben gibt es auch in anderen Teilen des Gebietes der Columbia River Gorge. Archäologen diskutieren den Zweck dieser Gräben, und drei prominente Hypothesen wurden daraus abgeleitet. Eine statuiert, dass sie von Indianern auf der Suche nach spirituellen Visionen angelegt wurden, während eine andere sie als Ansitze deutet, die Jägern halfen, Bergschafen oder -ziegen, Pumas und Wölfen, welche von den Geröllhalden bergab flohen, aufzulauern. Die dritte Hypothese schreibt ihnen eine Lagerfunktion für Essensvorräte zu.
Im September 1902 begann der Yacolt-Brand als Rodungsbrand nahe der Stadt Stevenson. Durch einen starken Ostwind sich ausbreitend, brannte er den Wald über 30 mi (48 km) hinweg nieder, erreichte den Ort Yacolt und forderte 38 Todesopfer. Das Feuer erfasste nahezu 239.000 Acres (967 km²) Land quer durch den Südwesten von Washington, darunter Teile der Countys Clark, Cowlitz und Skamania. Sechzehn kleinere Brände traten in den folgenden Jahrzehnten auf, was die Behörden zur Errichtung eines  Feuerwachturms am Silver Star bewegte, der 1952 am höheren Nordgipfel („Star Lo“) errichtet, 1969 aber wieder entfernt wurde. Der Yacolt Burn State Forest wurde nach dem Brand von 1902 benannt.

## Tourismus
Das Gebiet am Silver Star Mountain wird nur wenig von Wanderern genutzt. Der Silver Star Trail verläuft über 5 mi (8 km) bis zu einer alten Straße westlich des Silver Star Mountain, während der Silver Star Summit Trail #180D, 0,25 mi (0,4 km) lang, den Gipfel des Silver Star Mountain erreicht. Der Indian Pits Trail #180E und der Pyramid Rock Trail #180F verzweigen sich abseits des Silver Star Trail südlich des Silver Star Mountain. Vom Ed's Trail #180A aus, benannt nach Edward Robinson, einem der Pioniere der Chinook Trail Association,:78 können Wanderer an klaren Tagen die Aussicht auf nahegelegene Vulkane wie den Mount Saint Helens, den Mount Rainier, den Mount Adams, den Mount Hood und den Mount Jefferson genießen. Diese Wanderung wird von Ortsansässigen als eine der besten in Washington beschrieben, bei der nur etwa 1.200 ft (366 m) an Höhenunterschied zwischen Silver Star und Ed's Trail zu überwinden sind. Der Trail #172 Bluff Mountain bietet Aussicht auf die Metropolregionen von Vancouver und Portland.
Das Wandergebiet wird vom United States Forest Service verwaltet. Der Mount Adams Ranger District dient als Informations-Zentrum. Eine Reihe von Wanderwegen wurde durch die Chinook Trails Association eingerichtet und wird auch von dieser unterhalten.